# Street dance
Street Dance este un "termen umbrelă" (o denumire generală) ce denotă mai multe stiluri de dans, ce au evoluat în spații publice precum pe stradă, în curtea școlilor și în cluburi. 
De cele mai multe ori sunt improvizații, ce au un caracter social și încurajează interacțiunea cu publicul dar și cu alți dansatori.
Termenul de “Street dance” este în general folosit pentru a descrie dansurile hip hop și funk ce au apărut în Statele Unite în anii '70 și care sunt într-o continuă creștere și dezvoltare în cultura hip hop de astăzi (breakdance, popping, locking, hip hop new style, house dance și electro dance). Aceste tipuri de dans sunt foarte populare în ziua de azi, atât ca exercițiu fizic, dar și ca artă și o formă de competiție practicată atât în studio-urile de dans, cât și în alte spații.

## Competiții
Astăzi, concursurile de dans atrag din ce în ce mai mulți spectatori și concurenți, devenind adevarăte evenimente internaționale (câteva exemple ar fi Battle of the Year, Juste Debout,ABDC, House Dance International, Red Bull BC1, Hip Hop International). La concursuri se jurizează battle-uri sau show-uri coregrafice.
În România cel mai cunoscut concurs de dans pentru trupe, atât pe hip hop dar și breakdance este campionatul HIP HOP INTERNATIONAL ROMANIA, care desemneaza in fiecare an (incepand cu 2010) trupele care reprezinta Romania in Las Vegas la campionatele mondiale. De asemenea, la nivel de licee se organizează anual Cupa Școlilorlor la Street Dance Arhivat în 13 februarie 2018, la Wayback Machine..
Alte concursuri de talie internaționalã: World of Dance, Street Groove Jam, Black Sea Dance Camp etc

## Stiluri
Cele mai cunoscute din stilurile de dans ce se practică în zilele noastre, precum breakdance, popping sau locking au început sa apara în jurul anilor 1970, hip hop new style și house dance în jurul anilor 1980 în New York și Los Angeles iar electro dance a apărut în 2000 în Franța. Deși la început fiecare stil a apărut și s-a dezvoltat separat unul de celălalt, astăzi, toate sunt asociate mișcării hip hop deoarece au în comun mai multe elemente de street dance.
Scena street dance-ului este mereu în schimbare cu noi stiluri aparând mereu, inspirate din muzica hip hop si RnB. Krumping-ul este un exemplu de stil de dans ce a abia recent, a trecut din underground în main stream. De asemenea, se obișnuiește ca mișcări caracteristice de street dance să fie îmbinate cu alte forme mai tradiționale de dans, dând astfel naștere unor stiluri precum lyrical hip hop (mișcări mai fluide și cu interpretări teatrale) și street jazz (un hibrid între hip hop modern și jazz dance). Aceste stiluri sunt în general concentrate pe coregrafii și mai puțin pe improvizație sau battle-uri și nu sunt considerate street dance pur, ci o variantă alternativă a tradiționalelor stilurilor de studio dance.
În Jamaica, muzica dancehall (o versiune modernă a reggae-ului) a dat naștere propriului stil de street dance cu aceeași denumire. Este un stil ce s-a dezvoltat mai mult în ultimii 5 ani, alături de alte stiluri noi, ce iau naștere pe străzi în fiecare zi.